# جوزپه آناترلی
جوزپه آناترلی (ایتالیایی: Giuseppe Anatrelli؛ ‏ ۳ ژانویهٔ ۱۹۲۵ – ۲۹ نوامبر ۱۹۸۱) بازیگر اهل ایتالیا بود.
از فیلم‌هایی که وی در آن نقش داشته‌است، می‌توان به سه ببر در برابر سه ببر، رسوایی در خانواده، فانتوتزی و زن یکشنبه اشاره کرد.